# 1980年航空
此條目列出1980年發生有關航空運輸的事件。

## 事件

### 1月
- 1月31日：薩爾瓦多奧斯卡·阿努爾福·羅梅羅-伊-加爾達梅斯主教國際機場啟用。